# Jardin japonais d'Aix-les-Bains
Le jardin japonais d'Aix-les-Bains est un espace vert public d'origine japonaise installé dans le jardin d'agrément du casino Grand-Cercle, à Aix-les-Bains (Savoie).
Créé en 1998 pour célébrer l'année du Japon en France, il incarne l'esthétisme des traditionnels jardins japonais.

## Historique
Dans le cadre des animations proposées par la ville d'Aix-les-Bains concernant l'année du Japon en France en 1998, la commune décide d'ériger un jardin japonais en centre-ville, dans le parc connexe au casino Grand-Cercle. Ainsi, deux maîtres japonais, Seïji Imanaka et Sadao Yasumoro, interviennent dans le dessin et l'aménagement de l'espace vert.
La municipalité aixoise précise qu'il a été plus spécifiquement créé « à l’initiative de madame Kobayashi en hommage à son mari, diplomate et ambassadeur du Japon venu à Aix-les-Bains pour sa retraite ».

## Caractéristiques
Ce jardin est construit à partir du « concept du cœur », qui représente « la communication au-delà des mots » selon le site de la ville d'Aix-les-Bains.
Le jardin est ouvert sur l'extérieur, il n'est pas fermé volontairement. Il permet en effet d'offrir une vue sur le mont Revard.
Ce jardin est, par ailleurs, recensé sur le site du patrimoine de Rhône-Alpes.

### Composition
Dans le jardin, on retrouve principalement :
- du gravier blanc qui représente l'eau et donc le lac du Bourget ;
- des roches qui, elles, représentent plutôt des îles et donc le Japon ;
- un pont en bois de type japonais qui symbolise le lien tissé entre la France et le Japon ;
- une lanterne représentant la lumière.